# Parmelia pseudotenuirima
Parmelia pseudotenuirima är en lavart som beskrevs av Vilmos Kőfaragó-Gyelnik. 
Parmelia pseudotenuirima ingår i släktet Parmelia och familjen Parmeliaceae. Inga underarter finns listade i Catalogue of Life.